# Jacques Hamel
Pour les articles homonymes, voir Hamel.
Jacques Hamel, né le 30 novembre 1930 à Darnétal et mort le 26 juillet 2016 dans l'église Saint-Étienne de Saint-Étienne-du-Rouvray, est un prêtre catholique français de l'archidiocèse de Rouen assassiné par deux terroristes islamistes. Un procès en béatification est commencé en avril 2017.

## Biographie

### Ministère
Jacques Hamel est né le 30 novembre 1930, à Darnétal, dans le département de la Seine-Inférieure (actuelle Seine-Maritime). Sa maison natale est rue Louis-Pasteur, non loin de l’église Saint-Ouen de Longpaon où il est baptisé. Son père est agent ferroviaire, sa mère est très pieuse. Il devient enfant de chœur à l'âge de six ans pour l'église Saint-Paul de Rouen, puis entre au petit séminaire à l'âge de quatorze ans. À 23 ans, il effectue son service militaire de dix-huit mois en Algérie. Sa sœur rapporte qu'il refusa « catégoriquement le grade d’officier qui lui était proposé compte tenu de son efficacité au poste de transmissions » pour n'être que simple soldat, et ne pas avoir à « donner l’ordre à des hommes de tuer d’autres hommes ».
Il est ordonné prêtre pour l'archidiocèse de Rouen, par Joseph-Marie Martin, le 30 juin 1958.
D'abord nommé vicaire à Saint-Antoine du Petit-Quevilly en 1958, il est ensuite nommé vicaire de la paroisse Notre-Dame-de-Lourdes de Sotteville-lès-Rouen en 1967, puis curé de Saint-Pierre-lès-Elbeuf en 1975 et curé de Cléon en 1988.
En 2000, il est transféré comme curé « in solidum » en la paroisse de Saint-Étienne-du-Rouvray. Enfin, il est nommé prêtre auxiliaire de cette même paroisse en 2005. Il devient alors l'assistant du père Auguste Moanda Phuati, curé de la paroisse, et célèbre régulièrement les baptêmes, communions, mariages et enterrements. Il est également chargé d'assurer les permanences durant le mois de juillet.
Il célèbre ses 50 ans de prêtrise et son jubilé d'or d'ordination sacerdotale en 2008,.
À partir de février 2015, il fait partie, avec le conseil régional du culte musulman, d'un comité interconfessionnel créé à la suite des attentats de janvier 2015. Jean-Charles Descubes, archevêque émérite de Rouen, relève par ailleurs son « esprit missionnaire »,.

### Assassinat
Le 26 juillet 2016, à 9 h 43, au cours de la célébration de la messe du matin, deux terroristes islamistes munis d'armes blanches font irruption dans l'église Saint-Étienne. Dans un premier temps, ils s'en prennent au père Jacques Hamel qui officie devant cinq fidèles, trois religieuses et le couple de retraités Guy et Jeannine Copponet.
Selon un témoin, ils ont crié : « Vous les chrétiens vous nous supprimez ! » et ont contraint le prêtre à se mettre à genoux, puis l'ont agressé violemment. La police ayant été prévenue, la Brigade de recherche et d'intervention de Rouen cerne les lieux, puis abat les deux terroristes djihadistes alors que ces derniers sortent de l'édifice en se protégeant de deux sœurs otages,,,. Le père Hamel est retrouvé mort, égorgé par dix-huit coups de couteau, tandis qu'un fidèle est grièvement blessé à la gorge,. « Va-t'en Satan » ont été les derniers mots du prêtre, adressés à son assassin selon le survivant à l'attaque Guy Copponet, également poignardé et laissé pour mort a côté du père Hamel agonisant,. 
L'historien Jean-François Colosimo souligne que c'est la première fois qu'un prêtre est tué en France au cours d'une messe depuis la guerre de Vendée. Il s'agit également du premier meurtre perpétré par l'État islamique dans une église européenne. L'agence vaticane Fides précise que le père Hamel est l'unique prêtre catholique assassiné en Europe en 2016, sur un total de 28 missionnaires catholiques assassinés cette année-là dans le monde.
Selon un article publié le 4 janvier 2018, la direction du Renseignement de la préfecture de police de Paris (DRPP) a eu à l'avance connaissance d'un message d'un des terroristes qui annonçait un attentat dans une église et mentionnait Saint-Étienne-du-Rouvray ; après l'assassinat, la DRPP a postdaté des documents, qui révélaient son manque de réactivité.

### Obsèques

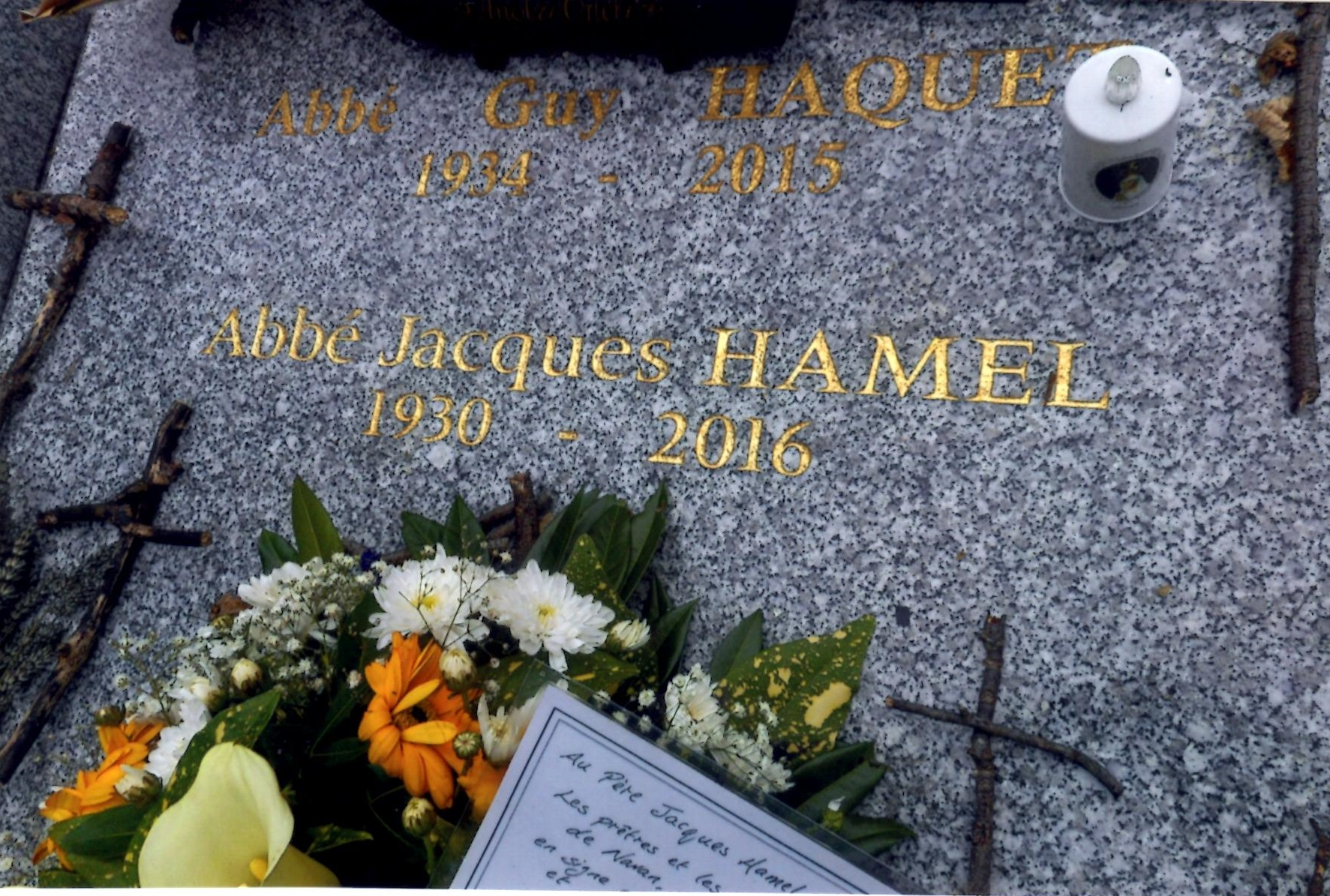
Tombe du père Jacques Hamel au cimetière de Bonsecours.

Ses obsèques ont lieu le 2 août 2016 en la cathédrale Notre-Dame de Rouen au cours d'un office célébré par Dominique Lebrun, archevêque de Rouen, Georges Pontier, président de la Conférence des évêques de France, Maroun-Nasser Gemayel, évêque des maronites de France, Jean-Gabriel Diarra, évêque de la province de San au Mali, et Jean-Charles Descubes, archevêque émérite de Rouen, en présence de plusieurs membres du gouvernement, dont le ministre de l’Intérieur Bernard Cazeneuve, du président du Conseil constitutionnel Laurent Fabius, de la députée Valérie Fourneyron, du maire de Rouen Yvon Robert, du président de la région Normandie Hervé Morin, du président du département de la Seine-Maritime Pascal Martin et de nombreux parlementaires.
Trois mille personnes prennent part à la cérémonie, dont la moitié sur le parvis. Des représentants de la communauté juive et de la communauté musulmane, dont Bachar El Sayadi, président de l’Union des musulmans de Rouen, assistent aux obsèques. Ils sont salués par l'archevêque de Rouen. Parmi la famille du défunt, ses nièces et sa sœur lui rendent hommage. Le père Hamel est ensuite inhumé au carré des prêtres du cimetière de Bonsecours,.

## Réactions et hommages
Qualifié de martyr par des ecclésiastiques, politiques et journalistes français et étrangers,,,,, il est informellement qualifié de « saint prêtre » par le pape François. Une quinzaine de jours après sa mort, Dominique Lebrun, archevêque de Rouen, se déclare prêt à enclencher une procédure de béatification dans le délai imposé de cinq ans, délai qui est révoqué par le pape.

### Hiérarchie catholique

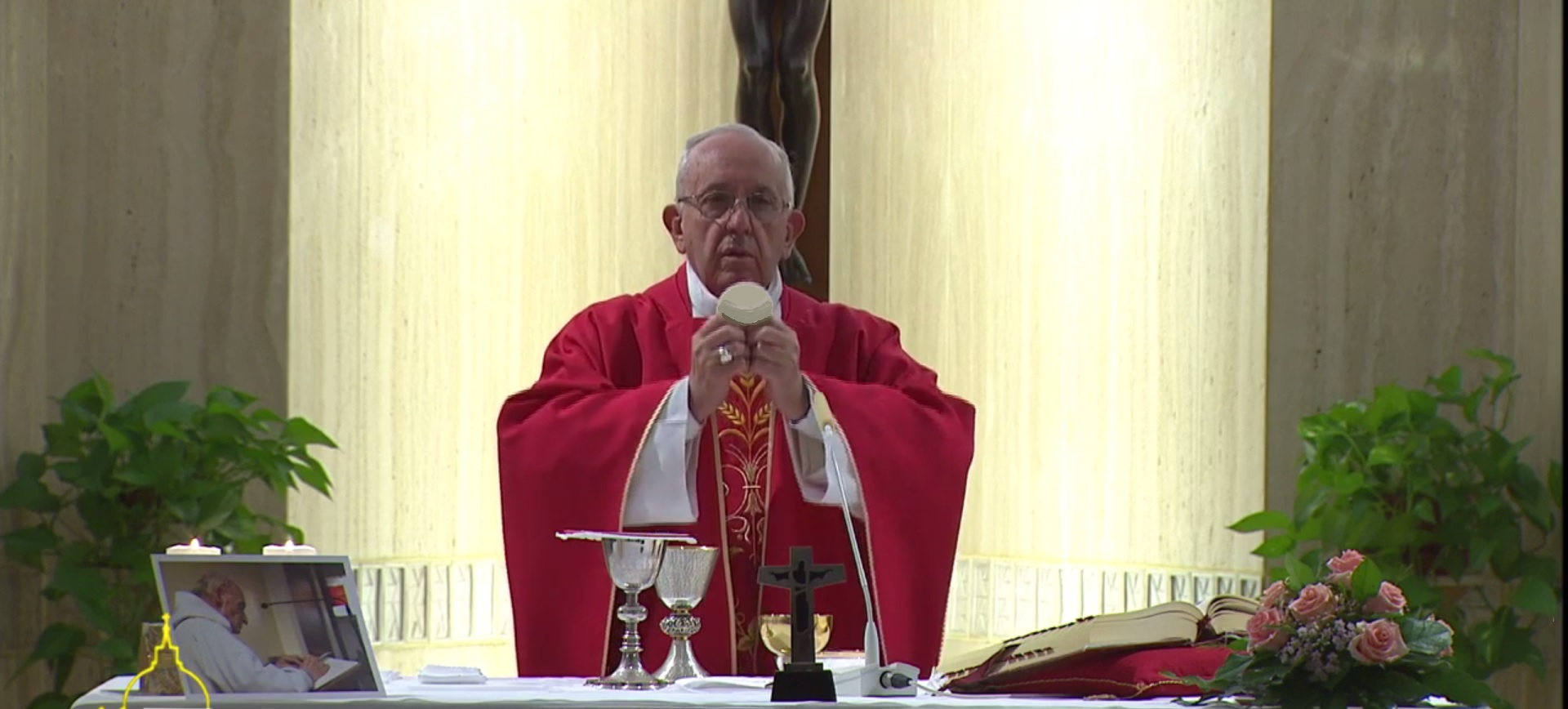
Messe par le pape François en mémoire du père Hamel, le 14 septembre 2016.

Le Vatican annonce en début d'après-midi que le pape François « participe à la douleur et à l’horreur pour cette violence absurde ». Le 27 juillet, dans l'avion le menant à Cracovie, le pape déclare : « ce saint prêtre est mort dans un moment où il offrait ses prières pour toute l'Église [...] Combien de chrétiens, d'innocents, d'enfants ? N'ayons pas peur de dire cette vérité : le monde est en guerre, car il a perdu la paix ».
Georges Pontier, président de la Conférence des évêques de France, invite tous les catholiques de France à une journée de jeûne et de prière le 29 juillet 2016 en hommage à Jacques Hamel. Le grand-rabbin de France, Haïm Korsia, décide de s'associer à ce jeûne.
Dominique Lebrun, archevêque de Rouen, indique que « l'Église catholique ne peut prendre d'autres armes que la prière et la fraternité entre les hommes » et décide de rentrer de Pologne où il était présent pour les Journées mondiales de la jeunesse. Le 28 juillet, il déclare : « La mort du père Jacques ressemble à celle de Jésus comme la mort de tous les martyrs de la vérité, de la justice, de la paix, de la foi ».
Le 28 juillet 2016, le cardinal Seán O'Malley, membre du Conseil des neuf cardinaux, estime que l'assassinat du père Hamel « pourrait bien réveiller la conscience et la foi de nombreux chrétiens » et « répondre aux critères du martyre ». Il rappelle que, pour cela, l'assassinat doit avoir eu lieu « in odium fidei ». Radio Vatican poursuit : « Or [la mort] du prêtre normand, tué en plein exercice de son ministère sacerdotal, correspond à cette condition. [...] Il appartiendra aux responsables de l'Église de France, et particulièrement du diocèse de Rouen, de réfléchir à une éventuelle procédure en béatification pour le père Jacques ». Anthony Fisher, archevêque de Sydney et membre de la Congrégation pour la doctrine de la foi, considère lui aussi que l'assassinat a eu lieu « in odium fidei ». Quelques jours plus tard, l'archevêque de Rouen se déclare prêt à enclencher la procédure dans le délai imparti.
Le 14 septembre 2016, jour de la solennité de la Croix glorieuse, le pape François célèbre une messe en la chapelle de la résidence Sainte-Marthe à l'intention du père Hamel, dont la photo est exposée sur l'autel. Le bréviaire du prêtre a été apporté par Lebrun en la basilique San Bartolomeo all'Isola afin d'y être conservé. Environ 80 fidèles du diocèse de Rouen l'accompagnent en pèlerinage,. Dans son homélie, le pape déclare que Jacques Hamel, « assassiné sur la croix, [...] fait partie de la chaîne des martyrs », et ajoute que ce prêtre est un « bienheureux » qu'il faut prier: « Nous devons le prier, c’est un martyr, et les martyrs sont des bienheureux, pour qu’il nous donne à tous la fraternité, la paix, et aussi le courage de dire la vérité : tuer au nom de Dieu est satanique. »
Le 2 octobre 2016, à l'occasion de la messe de réparation pour la réouverture de l’église de Saint-Étienne-du-Rouvray, Lebrun annonce l'ouverture du procès en béatification du père Hamel par dispense spéciale du pape, qui supprime l'habituel délai de cinq ans. Une telle accélération de la procédure est exceptionnelle et n'a, ces dernières années, concerné que les cas de mère Teresa et de Jean-Paul II.
Le 13 avril 2017, Jeudi saint, Lebrun annonce l’ouverture de l’enquête diocésaine, première étape du procès en béatification, à l’issue de la messe chrismale, qui rassemble tous les prêtres du diocèse. Elle survient six mois après que le pape François a accordé en octobre 2016 une « dispense du délai de cinq ans pour entamer le processus de béatification du père Jacques Hamel ». Le père Paul Vigouroux, vice-chancelier du diocèse et curé de la paroisse Saint-Jacques de Saint-Jacques-sur-Darnétal, est nommé postulateur de la cause avec pour mission de rassembler documents et témoignages sur la vie du père Hamel et sa pratique de la foi. Au terme de cette étape, une nouvelle enquête doit être menée par la Congrégation pour les causes des saints. En l'absence de l'attribution d'un miracle, la béatification peut être accordée par la reconnaissance du martyre, le père Hamel ayant été assassiné in odium fidei.
La première audience s’est tenue le 20 mai dans la chapelle d’Aubigné de l’archevêché de Rouen. Elle se clôt le 9 mars 2019 et rassemble 11 496 pages qui doivent être envoyées à Rome sous scellés

### Hommages
Le président de la République François Hollande se rend sur place quelques heures après l'attentat, en compagnie du ministre de l'Intérieur, Bernard Cazeneuve,. Dans l'après-midi, depuis l'Élysée, il déclare : « attaquer une église, tuer un prêtre, c'est profaner la République qui garantit la liberté de conscience ».
Le président de la mosquée de Saint-Étienne-du-Rouvray, Mohammed Karabila, fait part de son émotion et de sa stupeur après l'assassinat du père Hamel, avec qui il participait à un comité interconfessionnel et qu'il n'hésite pas à qualifier d'ami. La mosquée de Saint-Étienne-du-Rouvray est bâtie sur une parcelle de terrain offerte par la paroisse catholique de la ville.
Le lendemain de l'attentat, 27 juillet, une messe en mémoire de Jacques Hamel est célébrée en la cathédrale Notre-Dame de Paris par le cardinal André Vingt-Trois en présence de François Hollande, du président du Sénat Gérard Larcher, du président de l'Assemblée nationale Claude Bartolone, du Premier ministre Manuel Valls, ainsi que de plusieurs ministres et personnalités du monde politique dont les anciens présidents Nicolas Sarkozy et Valéry Giscard d'Estaing.
Dans de nombreuses villes de France, des veillées et des temps de recueillement ouverts à tous sont organisés en pleine semaine par l’Église catholique « en hommage au père Hamel, pour la paix et pour dire non à la barbarie »,. À Saint-Étienne du Rouvray, un rassemblement est organisé le 28 juillet au parc omnisports Youri-Gagarine, en remplacement de la marche blanche interdite par les autorités pour des raisons de sécurité. Le 31 juillet, de nouveaux hommages ont lieu à travers toute la France, dont un en la cathédrale de Rouen qui rassemble plus d’un millier de fidèles  ainsi qu’une centaine de musulmans conviés à l’office.
Quelques jours après le drame, un peintre d'origine nord-africaine habitant en Touraine, Omar Moubine, offre à l'archevêché un portrait qu’il a peint du père Jacques Hamel. Il est exposé lors des obsèques célébrées en la cathédrale de Rouen. Le 23 septembre 2016, une biographie de Jacques Hamel est publiée sous le nom de Martyr. Vie et mort du père Jacques Hamel. Elle est écrite par l'historien belge Jan de Volder (nl) et paraît aux Éditions du Cerf.
Le 23 octobre 2016, le maire de Béziers, Robert Ménard, inaugure une promenade Jacques-Hamel au pied de la cathédrale Saint-Nazaire. Le 22 janvier 2017, Hugues Portelli, maire d'Ermont dans le Val-d'Oise, inaugure à son tour une place Jacques Hamel. La municipalité de Saint-Étienne-du-Rouvray prévoit également en hommage au père Hamel qu'une stèle, « symbole de paix et de fraternité », soit dévoilée à côté de l'église, à l'été 2017. Le 21 mai 2017 une plaque est dévoilée près de la collégiale Saint-Pierre à Six-Fours-les-Plages dans le Var par le député-maire Jean-Sébastien Vialatte. Le 27 mai 2017, François de Canson, maire de La Londe-les-Maures, aussi dans le Var, inaugure la place « Père Jacques Hamel-en hommage aux victimes du terrorisme ». La plaque est dévoilée par le maire avec les autorités ecclésiastiques et des forces de l'ordre. Dominique Rey, évêque de Fréjus-Toulon envoie un message à cette occasion.
Le rappeur Thierno Dia, fils d'un musulman laissé pour mort au lendemain de l'attentat,, rend hommage au père Jacques Hamel. En novembre, dans l'album qui porte son nom, le chanteur Vianney dédie sa chanson L'Homme et l'Âme au père Hamel.
Le 13 juin 2017 paraît le livre Requiem pour le père Jacques Hamel de Mohammed Nadim aux éditions Bayard.
Le 15 juin 2017 est inaugurée à Saint-Pierre-lès-Elbeuf une rue Jacques-Hamel.
La Fédération des médias catholiques a créé le prix Père-Jacques-Hamel. Ce prix, doté de 1 500 €, récompense chaque année à partir de janvier 2018 un travail journalistique au service de la paix et du dialogue interreligieux,.
Le 26 juillet 2017, une messe anniversaire retransmise en direct à la télévision est célébrée en l'église Saint-Étienne de Saint-Étienne de Rouvray par Dominique Lebrun, archevêque de Rouen, en présence du président de la République, du Premier ministre, du ministre de l'Intérieur et des cultes, du maire et de personnalités civiles et religieuses. À l'issue de la cérémonie, une stèle comportant la Déclaration universelle des droits de l'homme gravée dans le bronze, placée le long de l'église, est inaugurée en présence du président de la République Emmanuel Macron. Elle souligne dans son article 18 « la liberté de manifester sa religion ou sa conviction, seul ou en commun, tant en public qu'en privé, par l'enseignement, les pratiques, le culte et l'accomplissement des rites. »
Le 26 juillet 2021, le ministre de l'Intérieur Gérald Darmanin participe, comme l'année précédente, à l'hommage rendu au père Jacques Hamel.
Le 26 juillet 2025, Jacques Hamel reçoit à titre posthume la médaille de reconnaissance aux victimes du terrorisme, le même jour que la paroissienne Janine Coponet (décédée en 2021), Guy Coponet, ainsi que les sœurs Danielle et Huguette.

## Procès en béatification
Une quinzaine de jours après cet attentat, Dominique Lebrun, archevêque de Rouen, se déclare prêt à enclencher une procédure de béatification.
En septembre 2016, le pape François célèbre une messe en sa mémoire et l'évoque dans son homélie en le présentant comme martyr.
Le 2 octobre 2016, au cours de la messe de réparation, Dominique Lebrun annonce l'ouverture du procès en béatification du père Hamel par dispense spéciale du pape.
Le procès en béatification commence officiellement le Jeudi saint 13 avril 2017, à l'issue de la messe chrismale, par l'ouverture de l'enquête diocésaine lancée par Dominique Lebrun. De ce fait, Jacques Hamel devient, pour l’Église catholique, un « serviteur de Dieu ». Le miracle n’est pas exigé par l’Église dans le processus de béatification d’un martyr, elle considère le don de sa vie comme un élément suffisamment important.

## Postérité

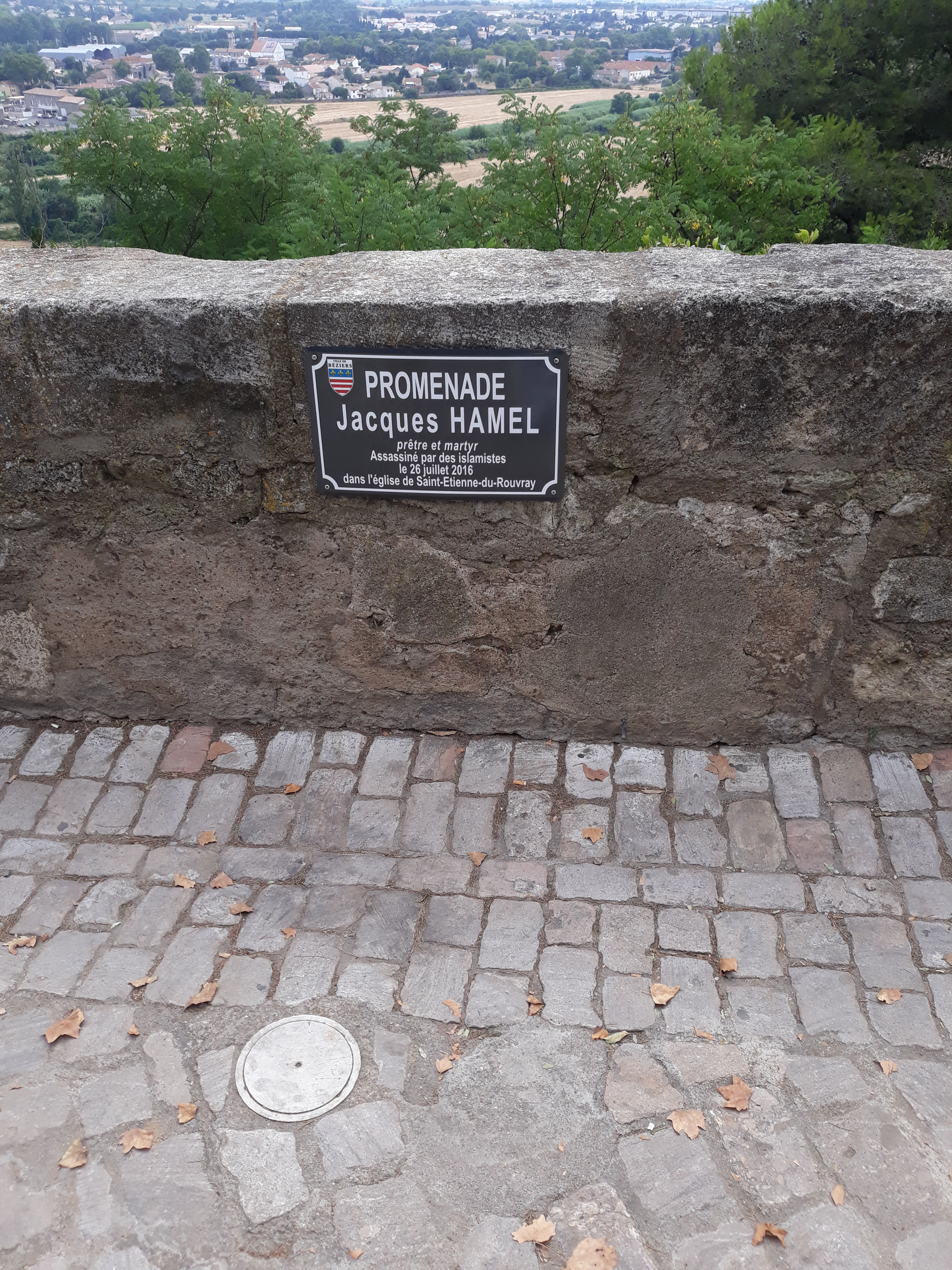
Promenade Jacques-Hamel à Béziers.

En France, plusieurs rues et places portent le nom de Jacques Hamel :
- promenade Jacques-Hamel à Béziers (Hérault) ;
- place Jacques-Hamel à Ermont (Val-d'Oise)[69] ;
- place Jacques-Hamel à La Londe-les-Maures (Var) ;
- rue Jacques-Hamel à Saint-Pierre-lès-Elbeuf (Seine-Maritime) ;
- rue Jacques-Hamel à Darnétal (Seine-Maritime) ;
- allée du Colonel-Arnaud-Beltrame-et-du-Père-Jacques-Hamel à Toulouse (Haute-Garonne).

Le prix Père Jacques Hamel commémorant son nom est décerné chaque année depuis 2018 pour récompenser le journalisme mettant en relief des efforts pour la paix et le dialogue interreligieux.
En 2020, Étienne de Montety publie le roman La Grande Épreuve, inspiré par la vie et la mort du père Jacques Hamel. Le livre reçoit le grand prix du roman de l'Académie française.
En 2024 la réalisatrice française Cheyenne Carron lui consacre un film semi-biographique intitulé Que notre joie demeure. Le film retrace les semaines précédant son assassinat. Son rôle est interprété par Daniel Berlioux.